# MITSUI OUTLET PARK 台南

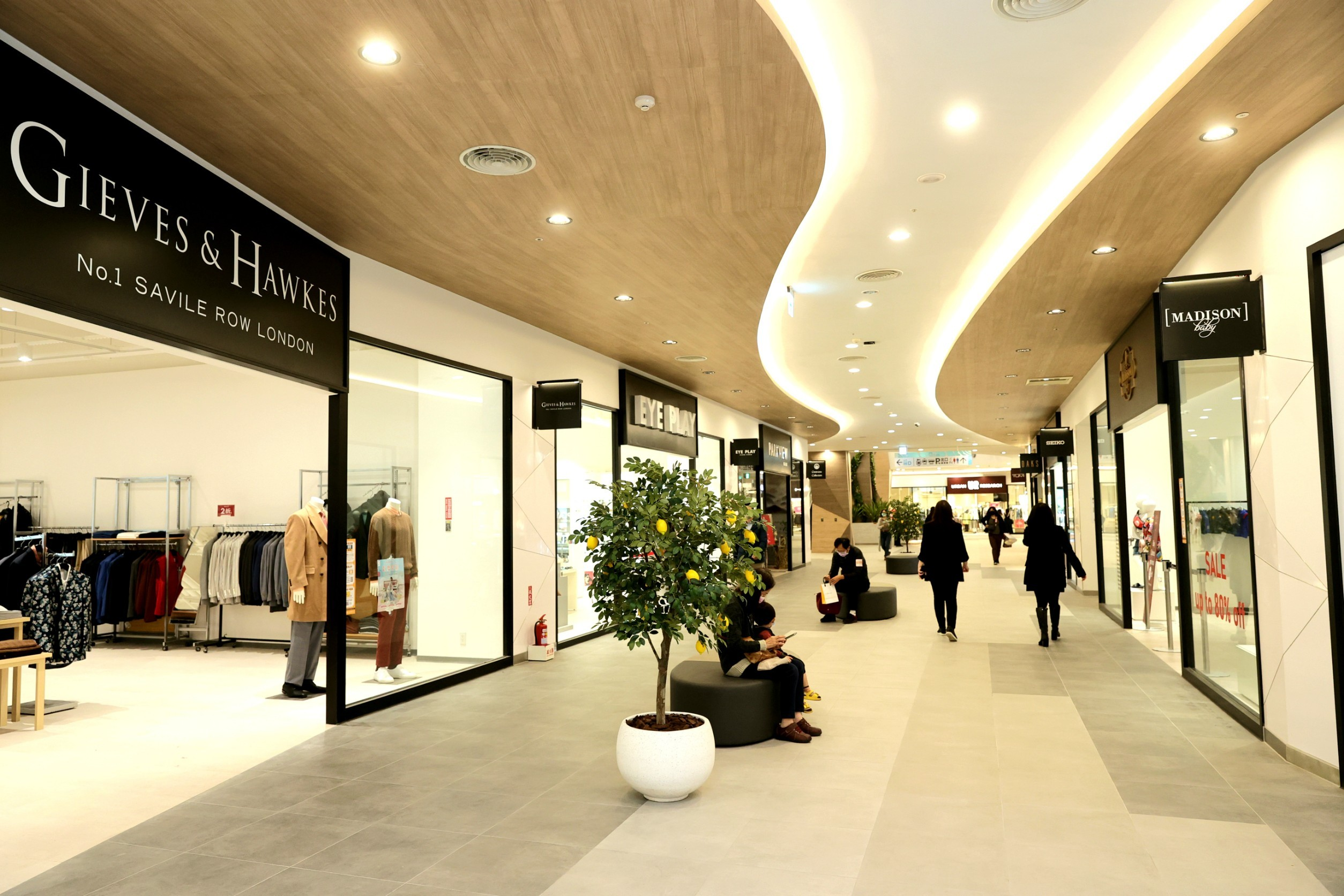
購物中心內部

MITSUI OUTLET PARK 台南位於台灣台南市歸仁區高鐵台南站東側，屬於高鐵台南站特定區的一部分建設，為MITSUI OUTLET PARK在台第三座購物中心。總樓板面積為84,000㎡，為地上4層的建築。商場分兩期興建，第一期計有190家櫃位，於2022年2月16日試營運，2月25日開幕；第二期將新增50家櫃位，基地位於第一期南側的停車場，預計2025年開幕。2022年營業額約為45億元。

## 沿革

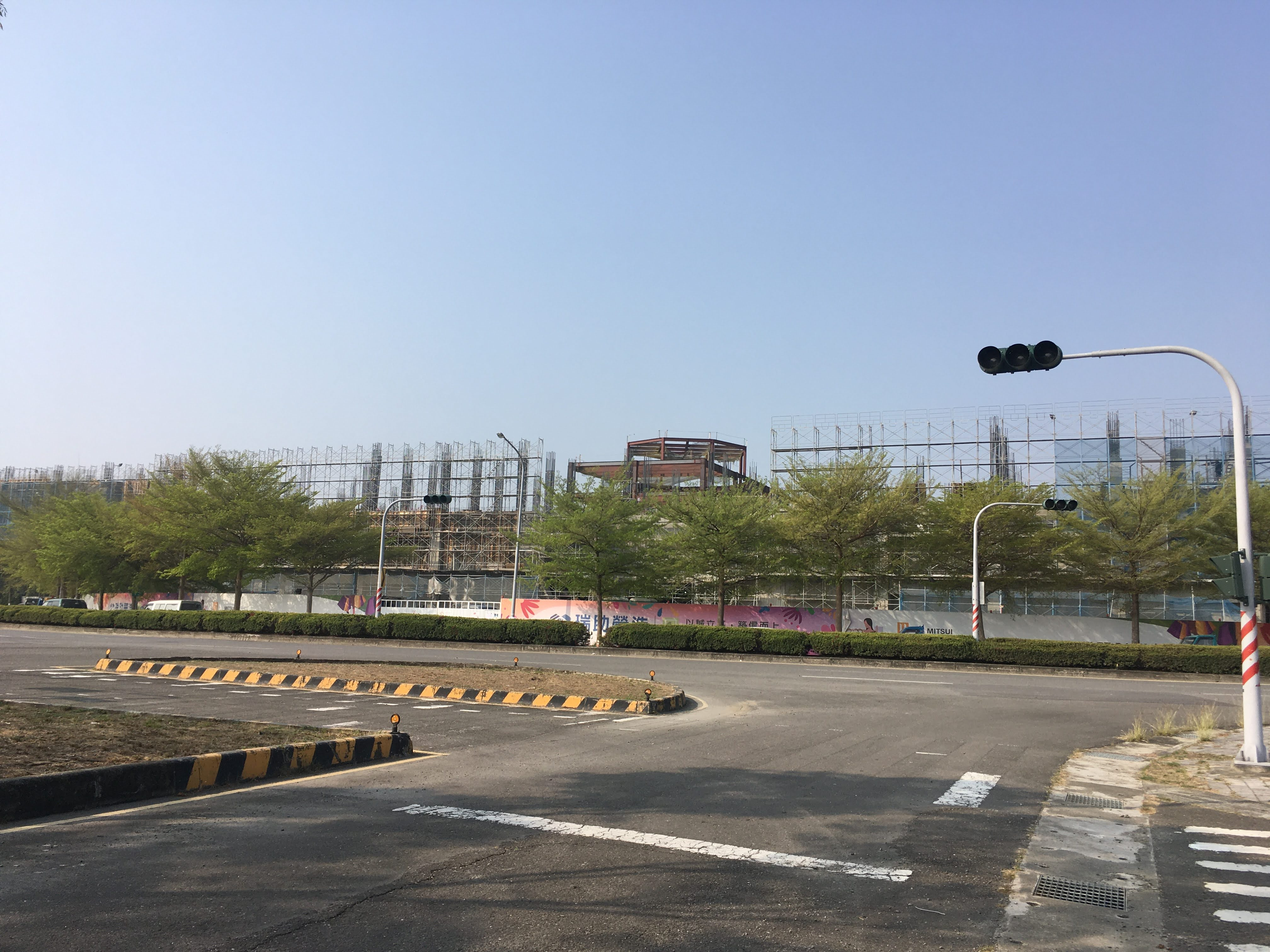
興建中的MITSUI OUTLET PARK 台南

- 2018年10月3日，三井不動產新成立的專案公司三南奧特萊斯與交通部鐵道局簽約。
- 2020年1月20日，第一期動土興建。
- 2022年2月25日，第一期開幕[1]。
- 2024年2月2日，第二期動土興建[2]。

## 樓層簡介
| 樓層   | 店面                         |
| ------ | ---------------------------- |
| 4F～RF | 汽車停車場                   |
| 3F     | 購物商店、休閒娛樂、美食廣場 |
| 2F     | 購物商店、主題餐廳           |
| 1F     | 購物商店、主題餐廳、統一超商 |

## 週邊設施
- 台灣高鐵高鐵台南站
- 臺灣鐵路沙崙車站
- 大臺南會展中心
- 國立成功大學歸仁校區
- 國立陽明交通大學臺南校區
- 沙崙智慧綠能科學城
- 中央研究院南部分院

## 外部連結
- MITSUI OUTLET PARK 台南
- MITSUI OUTLET PARK 台南的Facebook專頁
- MITSUI OUTLET PARK 台南的Instagram帳戶